# Obsolete
Obsolete é o terceiro álbum de estúdio da banda norte-americana de metal industrial, Fear Factory, lançado em 1998. 
É um álbum mais bem trabalhado, com a banda experimentando nos vocais melódicos de Burton e ousando com partes sinfônicas, mas claro, sem deixar a agressividade de lado. O álbum continua com a saga iniciada no álbum Soul of a New Machine, que é a máquina versus o homem. Enquanto no álbum Demanufacture as máquinas vencem, neste álbum inicia-se a saga do herói "Edgecrusher", que tenta libertar a humanidade das máquinas. É o primeiro álbum em que Dino Cazares usa uma guitarra com sete cordas.
É o disco mais popular e de maior sucesso até à data. Foi certificado Ouro na Austrália pela ARIA e ainda nos Estados Unidos foi certificado igualmente Ouro pela RIAA. Em 2010, a música "Edgecrusher" foi incluida na trilha sonora do jogo Sleeping Dogs. 

## Faixas
Todas as faixas por Fear Factory, exceto onde anotado. 
1. "Shock" – 4:58
2. "Edgecrusher" (DJ Zodiac) – 3:39
3. "Smasher/Devourer" – 5:34
4. "Securitron (Police State 2000)" – 5:47
5. "Descent" – 4:36
6. "Hi-Tech Hate" – 4:33
7. "Freedom or Fire"  – 5:11
8. "Obsolete" – 3:51
9. "Resurrection" – 6:35
10. "Timelessness" (Bell/Cazares/Fulber) – 4:08

## Paradas
Álbum
| Parada (1998) | Posição |
| ------------- | ------- |
| Billboard 200 | 77      |

## Créditos
- Burton C. Bell - Vocal
- Dino Cazares - Guitarra/Baixo
- Christian Olde Wolbers - Baixo
- Raymond Herrera - Bateria
- Rhys Fulber - Teclados, Programação, Produção, Mixagem
- Greg Reely - Produção, Mixagem
- Gary Numan - Discurso, Discurso público